# Джозеф Меррік
Джозеф Кері Меррік (англ. Joseph Carey Merrick; 5 серпня 1862, Лестер — 11 квітня 1890, Королівський шпиталь Лондона, Вайтчепел), часто помилково званий як Джон Меррік (англ. John Merrick) — англієць, відомий через надзвичайну деформацію тіла, спричинену нейрофіброматозом першого типу та синдромом Протея. Спочатку він брав участь у фрік-шоу під сценічним ім'ям «Людина-слон» (англ. The Elephant Man), а потім після знайомства з сером Фредеріком Тривзом оселився в лондонському госпіталі, ставши згодом відомим у лондонському суспільстві.
Меррік народився в Лестері та почав аномально розвиватися у віці до п'яти років. Його мати померла, коли йому було одинадцять, а батько невдовзі одружився вдруге. Відкинутий батьком і мачухою, він жив у свого дядька, Чарльза Мерріка. 1879 року 17-річний Меррік вступив до робітничого будинку Лестерського союзу. 1884 року він зв'язався з шоуменом Семом Торром і запропонував йому взяти участь у виставках. Торр організував групу чоловіків для управління Мерріком, якого вони назвали «Людиною-слоном». Після гастролей у Східному Мідленді Меррік поїхав до Лондона, де його виставили в копійчаній крамничці, яку орендував шоумен Том Норман. Магазин відвідав хірург Фредерік Тривз, який запросив Мерріка на фізичне обстеження. Тривз показав Мерріка на засіданні Патологічного товариства Лондона в 1884 році, після чого крамниця Нормана була закрита поліцією. Після цього Меррік приєднався до цирку Сема Ропера і гастролював у Європі.
У Бельгії Мерріка пограбував його дорожній менеджер і покинув у Брюсселі. Зрештою, він повернувся до лондонського шпиталю, де йому дозволили залишитися до кінця життя. Тривз відвідував його щодня, і між ними зав'язалася тісна дружба. Мерріка також відвідували деякі заможні леді та джентльмени лондонського суспільства, в тому числі Олександра, принцеса Уельська. Хоча офіційною причиною його смерті була асфіксія, Тривз, який проводив розтин, дійшов висновку, що Меррік помер від вивиху шиї.
Точна причина деформацій Мерріка незрозуміла, але в 1986 році було зроблено припущення, що у нього був синдром Протея. 2003 року дослідження ДНК його волосся і кісток не дало результатів, оскільки його скелет неодноразово відбілювали перед тим, як виставити в Королівському Лондонському госпіталі. Життя Мерріка було описане у п'єсі Бернарда Померанса 1979 року та у фільмі Девіда Лінча 1980 року під назвою «Людина-слон».

## Біографія

### Раннє життя і сім'я

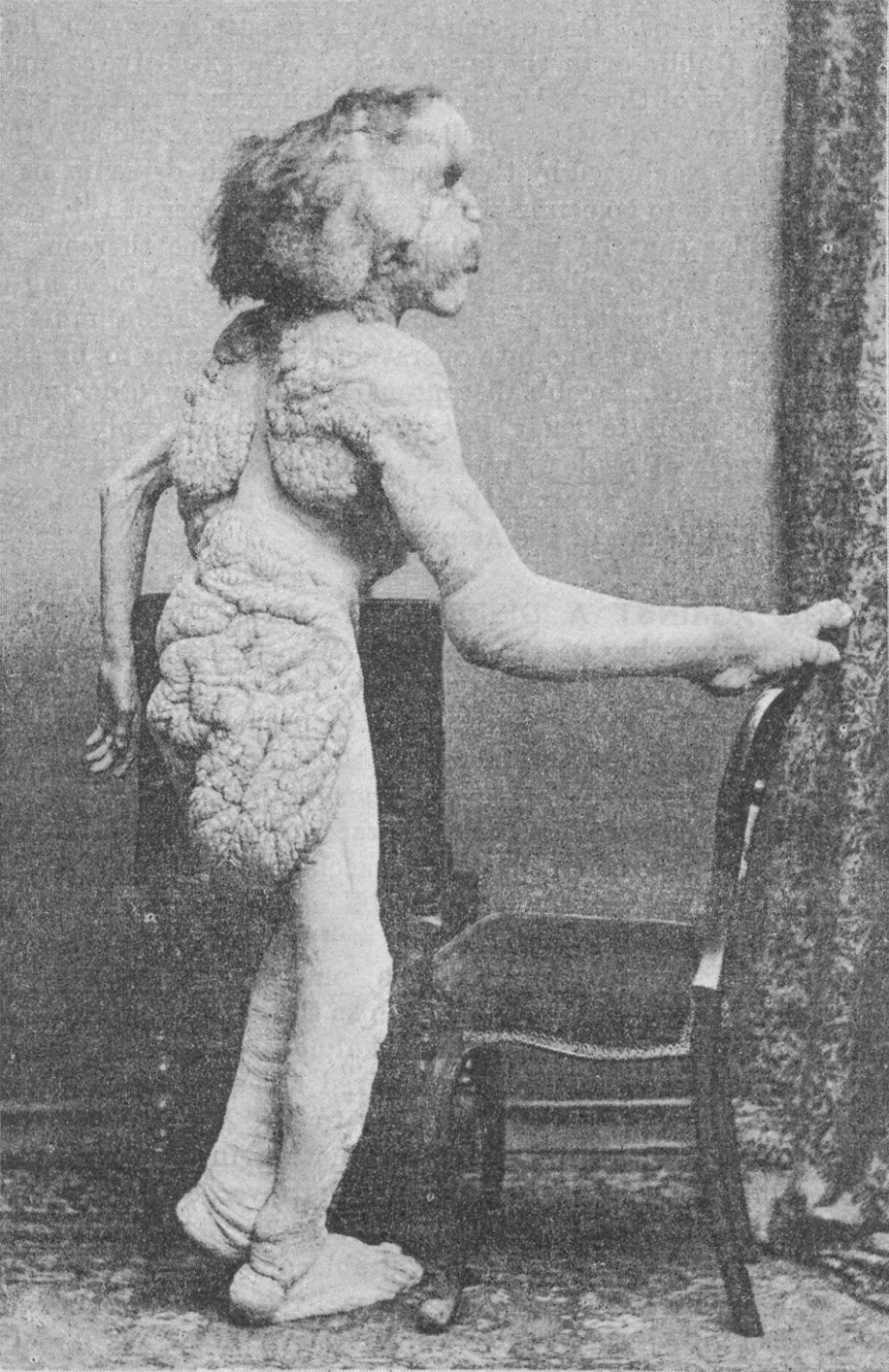
Фотографія Джозефа Мерріка, 1888 рік.

Джозеф Кері Меррік народився 5 серпня 1862 року на Лі-стріт, 50 у Лестері в родині Джозефа Роклі Мерріка та його дружини Мері Джейн, уродженої Поттертон. Джозеф Роклі Меррік (бл. 1838-1897) був сином лондонського ткача Барнабаса Мерріка (1791-1856), який переїхав до Лестера у 1820-х або 1830-х роках, та його третьої дружини Сари Роклі. Мері Джейн Поттертон (бл. 1837-1873), народилася в Евінґтоні в Лестерширі, була дочкою Вільяма Поттертона, який був описаний як сільськогосподарський робітник під час перепису 1851 року в Турмастоні, Лестершир. Кажуть, що вона мала певну форму фізичної інвалідності, і в молодості працювала хатньою робітницею в Лестері, перш ніж одружитися з Джозефом Роклі Мерріком, тодішнім комірником, в 1861 році.
Джозеф, очевидно, був здоровим при народженні, і у нього не було зовнішніх анатомічних ознак або симптомів будь-якого розладу протягом перших кількох років його життя. Названий на честь батька, він отримав середнє ім'я Кері від матері, баптистки, на честь проповідника Вільяма Кері. У Мерріків було ще двоє дітей: Вільям Артур, який народився в січні 1866 року, помер від скарлатини 21 грудня 1870 року у віці чотирьох років і був похований на Різдво 1870 року; і Маріон Еліза, народилася 28 вересня 1867 року, народилася з фізичними вадами та померла від мієліту і «припадків» 19 березня 1891 року у віці 23 років. Вільям похований разом з матір'ю, тітками та дядьками на кладовищі Велфорд Роуд у Лестері; Маріон похована разом з батьком на кладовищі Белґрейв у Лестері.
На надгробку Мері Джейн зазначено, що у неї було лише троє дітей, а не четверо, як вважалося раніше. Певний час дослідники вважали, що Джон Томас Меррік (народився 21 квітня 1864 року), який помер від віспи 24 липня того ж року, був їхньою четвертою дитиною, але записи про народження вказують на те, що насправді він зовсім не був родичем Джозефа і Мері Джейн Меррік. У своїй книзі 1971 року «Людина-слон: Дослідження людської гідності» Ешлі Монтегю стверджує, що «Джон Томас Меррік народився 21 квітня 1864 року». Пізніше Монтеґю стверджував, що книга Тривза 1923 року «Людина-слон та інші спогади» (в якій неправильно вказано, що ім'я Мерріка — Джон, а не Джозеф) стала причиною того, що він сплутав Джозефа зі своїм передбачуваним молодшим братом, який, як з'ясувалося пізніше, не був їхнім родичем.
У брошурі під назвою «Автобіографія Джозефа Кері Мерріка», виданій близько 1884 року для супроводу його виставки, стверджується, що він почав проявляти анатомічні ознаки приблизно у п'ятирічному віці, з «товстою горбистою шкірою ... як у слона, і майже такого ж кольору». Згідно зі статтею 1930 року в «Ілюстрованій лестерській хроніці», у віці 21 місяця у нього почали з'являтися припухлості на губах, а потім кісткова шишка на лобі, розпушення і шорсткість шкіри. У міру того, як він ріс, з'явилася помітна різниця між розміром його лівої та правої рук, а обидві стопи значно збільшилися. Сім'я Мерріків пояснювала його симптоми як результат того, що Марія була збита і налякана ярмарковим слоном, коли вона була вагітна Йосипом. Концепція материнського враження — що емоційні переживання вагітних жінок можуть мати тривалий фізичний вплив на їхніх ще ненароджених дітей — все ще була поширена в Британії XIX століття. Меррік дотримувався цього переконання про причину своєї інвалідності протягом усього життя.
На додаток до своїх деформацій, Меррік впав і пошкодив ліве стегно в якийсь момент свого дитинства. Місце травми інфікувалося і залишило його назавжди інвалідом. Попри фізичні вади, Меррік відвідував школу і мав тісні стосунки з матір'ю. Вона була вчителькою недільної школи, а батько працював машиністом на бавовняній фабриці, а також займався галантерейним бізнесом. Мері Джейн Меррік померла від бронхопневмонії 29 травня 1873 року, через два з половиною роки після смерті її молодшого сина Вільяма. Джозеф Роклі Меррік переїхав з двома дітьми, що залишилися в живих, до місис Емми Вуд Антілл, вдови з власними дітьми. Вони одружилися 3 грудня 1874 року.

### Працевлаштування
— «Автобіографія Джозефа Кері Мерріка»
Меррік покинув школу у віці 13 років, що було звичайною справою для того часу. Його домашнє життя тепер було «суцільними злиднями», і ні батько, ні мачуха не виявляли до нього прихильності. Він тікав «два чи три» рази, але батько щоразу повертав його назад. У 13 років він знайшов роботу на фабриці, скручуючи сигари, але через три роки деформація його правої руки погіршала настільки, що він більше не мав змоги працювати там. Тепер безробітний, він проводив дні, блукаючи вулицями, шукаючи роботу та уникаючи насмішок мачухи.
Оскільки Меррік ставав все більшим фінансовим тягарем для сім'ї, батько врешті-решт отримав для нього ліцензію лоточника, що дозволило йому заробляти гроші, продаючи товари з галантерейної крамниці від дверей до дверей. Ця спроба була невдалою, оскільки деформації обличчя Мерріка робили його мову все більш нерозбірливою, а потенційні клієнти з жахом реагували на його зовнішній вигляд. Люди відмовлялися відчиняти йому двері, і тепер вони не лише витріщалися на нього, але і йшли за ним з цікавості. Меррік не зміг заробити достатньо грошей, щоб утримувати себе як лоточника. Одного разу, повернувшись додому в 1877 році, він був жорстоко побитий батьком і тоді пішов з дому назавжди.

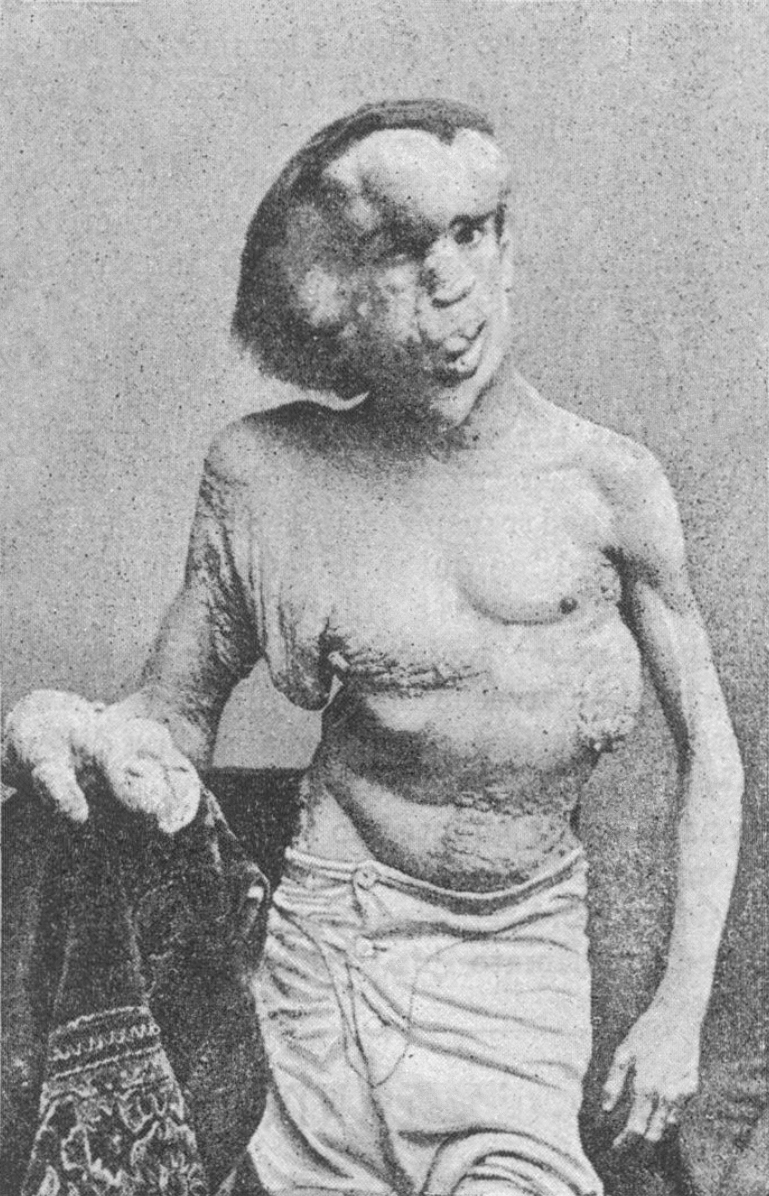
Меррік сфотографований у 1889 році, за рік до своєї смерті.

Тепер Меррік був бездомним на вулицях Лестера. Його дядько, перукар Чарльз Меррік, почувши про ситуацію, в якій опинився племінник, розшукав його і запропонував прихисток у своєму будинку. Меррік продовжував бродяжити по Лестеру протягом наступних двох років, але його спроби заробити на життя не мали більшого успіху, ніж раніше. Зрештою, його каліцтво привернуло таку негативну увагу з боку громадськості, що Комісія Гекні-Каррі відкликала його ліцензію, коли настав час її поновлення. Маючи на утриманні малолітніх дітей, Чарльз більше не міг дозволити собі утримувати племінника. Наприкінці грудня 1879 року, коли Мерріку виповнилося 17 років, він вступив до робітничого будинку Лестерського союзу.
Одному з 1180 мешканців робітничого будинку, Мерріку присвоїли клас, щоб визначити його місце проживання. Система класів визначала відділ або палату, в якій проживала людина, а також кількість їжі, яку вона отримувала. Джозефа віднесли до першого класу для працездатних чоловіків і жінок. 22 березня 1880 року, лише через 12 тижнів після прибуття до робітничого дому, Меррік виписався і провів два дні в пошуках роботи. З не більшим успіхом, ніж раніше, він не мав іншого вибору, окрім як повернутися назад. Цього разу він залишився там на чотири роки.
Близько 1882 року Меррік переніс операцію на обличчі. Виступ з його рота виріс до 20-22 сантиметрів, що сильно заважало йому говорити і ускладнювало прийом їжі. Операція була проведена в лазареті робітничого дому під керівництвом доктора Клемента Фредеріка Браяна, під час якої була видалена значна частина новоутворення.

### Зацікавленність до Мерріка
Меррік дійшов висновку, що його єдиним виходом з робітничого дому може бути світ виставок. Він знав коміка і власника м'юзік-холу в Лестері на ім'я Сем Торр. Меррік написав Торру, і той приїхав до нього в робітничий дім. Торр вирішив, що зможе заробити на виставці Мерріка; хоча, щоб зберегти новизну Мерріка, йому доведеться стати мандрівним експонатом. З цією метою він організував для Мерріка групу менеджерів: власника мюзик-холу Джей Елліса, мандрівного шоумена Джорджа Гічкока та власника ярмарку Сема Ропера. 3 серпня 1884 року Меррік покинув робітничий дім, щоб розпочати свою нову кар'єру.

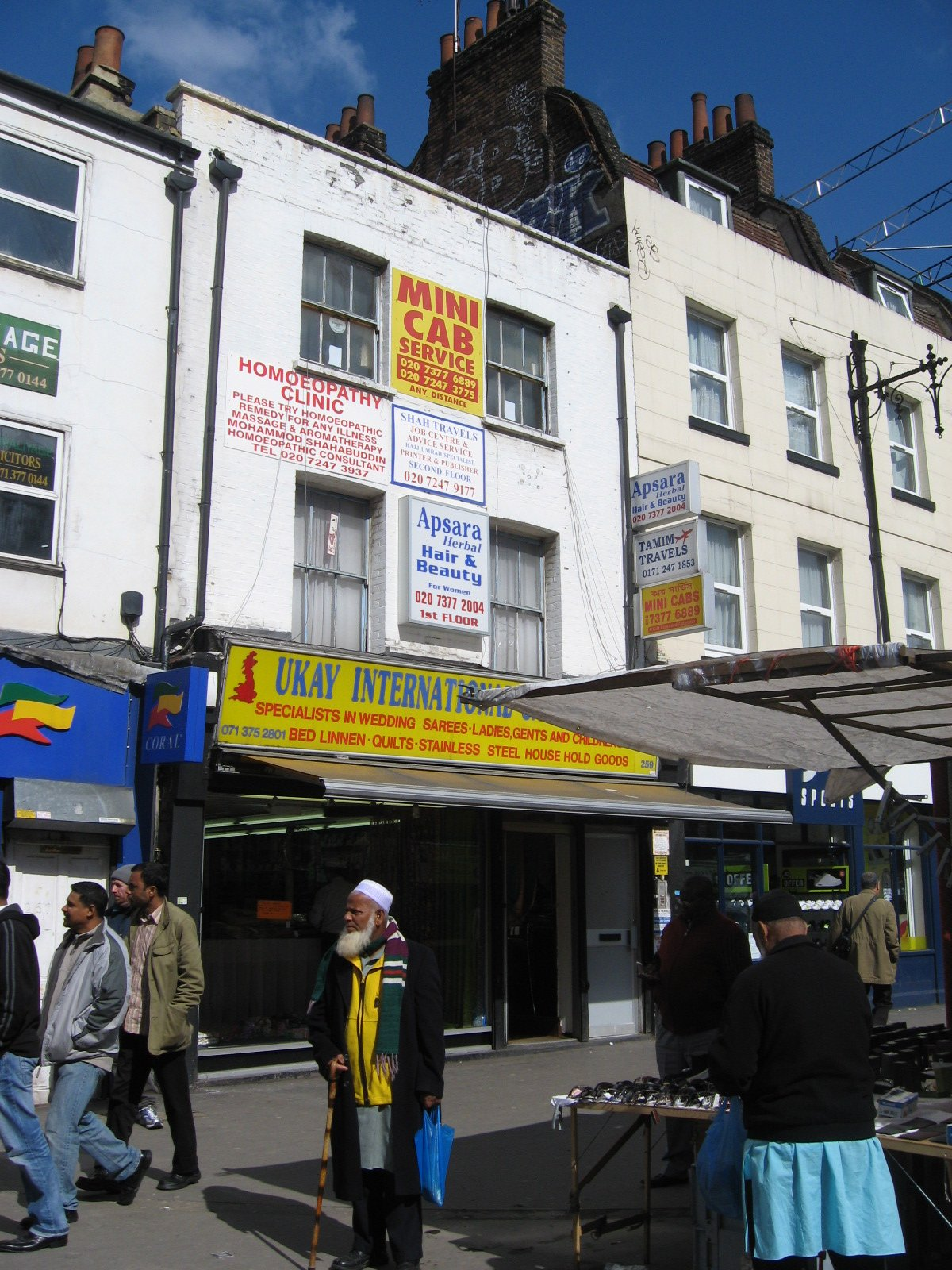
Магазин на Вайтчепел-роуд, де виставлявся Меррік. Сьогодні тут продають сарі.

Шоумени назвали Мерріка Людиною-слоном і рекламували його як «Напівлюдину-напівслона». Вони показували його по всьому Іст-Мідленду, в тому числі в Лестері та Ноттінгемі, перш ніж перевезти до Лондона на зимовий сезон. Джордж Гічкок зв'язався зі своїм знайомим, шоуменом Томом Норманом, який керував копійчаними крамничками у лондонському Іст-Енді, де виставлялися людські дивовижі. Без зустрічі Норман погодився взяти на себе управління Мерріком, і в листопаді Гічкок поїхав з Мерріком до Лондона.

Коли Том Норман вперше побачив Мерріка, він був нажаханий ступенем його деформацій, побоюючись, що його зовнішній вигляд може бути занадто жахливим, щоб стати успішною новинкою. Тим не менш, він виставив Мерріка в задній частині порожньої крамниці на Вайтчепел-роуд. Меррік спав на залізному ліжку із завішеною шторою, щоб забезпечити йому певну приватність. Одного ранку Норман спостерігав, як Меррік спить, і дізнався, що він завжди спить сидячи, підібгавши ноги і поклавши голову на коліна. Його збільшена голова була занадто важкою, щоб дозволити йому спати лежачи, і, за словами Мерріка, він ризикував «прокинутися зі зламаною шиєю». Норман прикрасив крамницю плакатами, створеними Гічкоком, із зображенням «жахливої напівлюдини-напівслона». Була створена брошура під назвою «Автобіографія Джозефа Кері Мерріка», в якій викладено життя Мерріка до цього часу. Ця біографія, незалежно від того, написана вона самим Мерріком чи ні, надавала загалом точний звіт про його життя. Вона містила неправильну дату народження, але протягом усього життя Меррік не міг точно сказати, коли він народився.
— Том Норман
Норман збирав аудиторію, стоячи перед крамницею і залучаючи натовп своєю скоромовкою шоумена. Потім він заводив глядачів до крамниці, пояснюючи, що Людина-слон «тут не для того, щоб налякати вас, а щоб просвітити». Відсунувши завісу, він дозволяв глядачам — часто помітно переляканим — спостерігати за Мерріком зблизька, описуючи обставини, що призвели до його теперішнього стану, зокрема, нещасний випадок з його матір'ю, який нібито стався зі слоном.
Виставка Людини-слона мала помірний успіх і приносила гроші переважно від продажу автобіографічної брошури. Меррік зміг відкласти свою частку прибутку, сподіваючись заробити достатньо, щоб одного дня купити власний будинок. Магазин на Вайтчепел-роуд знаходився прямо через дорогу від Лондонського госпіталю, що було чудовим місцем, оскільки студенти-медики та лікарі відвідували магазин, яким було цікаво побачити Мерріка. Одним з відвідувачів був молодий домашній хірург на ім'я Реджинальд Такетт. Як і його колеги, Таккетт був заінтригований деформаціями Людини-слона і розповів про це своєму старшому колезі Фредеріку Тривзу.

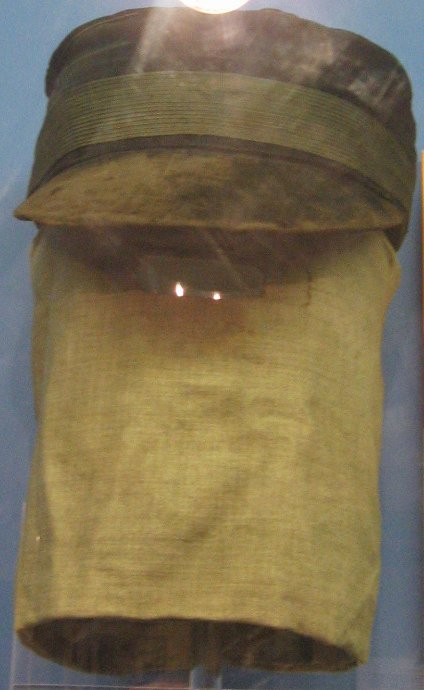
Кепка і капюшон Мерріка.

Фредерік Тривз вперше зустрівся з Мерріком у листопаді того ж року на приватному показі, ще до того, як Норман відкрив крамницю. Пізніше Тривз згадував у своїх «Спогадах» 1923 року, що Меррік був «найогиднішим зразком людства, який я коли-небудь бачив... я ще ніколи не зустрічав такої деградованої або збоченої версії людської істоти, яку демонструвала ця самотня фігура». Показ тривав не більше 15 хвилин, після чого Тривз повернувся на роботу. Пізніше того ж дня він відправив Такетта назад до магазину, щоб запитати, чи не бажає Меррік прийти до лікарні на обстеження. Норман і Меррік погодилися. Щоб подолати коротку відстань, не привертаючи зайвої уваги, Меррік одягнув костюм, що складався з великого чорного плаща і коричневої кепки з гессіанським мішком, що закривав обличчя, і поїхав на таксі, викликаному Тривзом.
У лікарні Тривз оглянув Мерріка, помітивши, що він «сором'язливий, розгублений, нітрохи не наляканий і, очевидно, сильно заляканий». У цей момент Тривз припустив, що Людина-слон був «імбецилом». Він виміряв окружність голови Мерріка, яка становила 91 см, його правого зап'ястя — 30 см і одного з його пальців — 13 см в окружності. Він зазначив, що його шкіра була вкрита папіломами (бородавчастими утвореннями), найбільші з яких виділяли неприємний запах. Підшкірна тканина виглядала ослабленою і викликала розпушення шкіри, яка в деяких місцях звисала з тіла. Були деформації кісток у правій руці, обох ногах і, що особливо помітно, у великому черепі. Попри коригувальну операцію на роті в 1882 році, мова Мерріка залишалася ледь розбірливою. Його ліва рука і кисть не були великими і не були деформовані. Його пеніс і мошонка були в нормі. За винятком деформацій і кульгавості стегна, Тривз дійшов висновку, що загальний стан здоров'я Мерріка був добрим.
Пізніше Норман згадував, що Меррік ходив до лікарні на обстеження «два або три» рази, і під час однієї з їхніх зустрічей Тревіс дав Мерріку свою візитну картку. Під час одного з візитів Тревіс зробив фотографії, і він надав Мерріку набір копій, які пізніше були додані до його автобіографічної брошури. 2 грудня Трівз представив Мерріка на засіданні Патологічного товариства Лондона в Блумзбері. Зрештою, Меррік сказав Норману, що більше не бажає проходити обстеження в лікарні. За словами Нормана, він сказав, що його «роздягли догола і він відчував себе як тварина на скотному ринку».
У цей час у вікторіанській Британії змінювалися смаки щодо виставок фрік-шоу на кшталт «Людини-слона». Такі шоу, як у Нормана, викликали занепокоєння громадськості, як з міркувань пристойності, так і через безлад, спричинений натовпами, що збиралися біля них. Невдовзі після останнього огляду Мерріка Фредеріком Тривзом поліція закрила крамницю Нормана на Вайтчепел-роуд, а менеджери Мерріка в Лестері відкликали його з-під опіки Нормана. 1885 року Меррік вирушив у дорогу з мандрівним ярмарком Сема Ропера. Він подружився з двома іншими виконавцями, «ліліпутами Ропера» — Бертрамом Дулі та Гаррі Брамлі, які при нагоді захищали Мерріка від публічних переслідувань.

### Європа
У міру того, як громадський ентузіазм щодо фрік-шоу та людських дивацтв продовжував згасати, поліція та судді ставали дедалі пильнішими, закриваючи шоу. Людина-слон залишався жахливим видовищем для своїх глядачів, але Ропер нервував через негативну увагу, яку він привертав до себе з боку місцевої влади. Група менеджерів Мерріка вирішила, що він повинен поїхати в турне континентальною Європою, з надією, що тамтешня влада буде більш поблажливою. Його менеджмент взяв на себе невідомий чоловік (можливо, на ім'я Феррарі), і вони виїхали на континент.
Людина-слон був не успішнішим у Європі, ніж у Британії, і влада вжила аналогічних заходів, щоб вислати його за межі своєї юрисдикції. У Брюсселі Мерріка покинув його новий менеджер, який вкрав його заощадження в розмірі 50 фунтів стерлінгів (еквівалент 5800 фунтів у 2021 році). Покинутий і без гроша в кишені, Меррік дістався потягом до Остенде, де спробував сісти на пором до Дувра, але йому відмовили в проїзді. Він поїхав до Антверпена, де зміг сісти на корабель, що прямував до Гарвіча в Ессексі. Звідти він поїхав потягом до Лондона і прибув на станцію Ліверпуль-стріт.
Меррік прибув до Лондона 24 червня 1886 року, благополучно повернувшись до своєї країни, але не маючи куди йти. Він не мав права потрапити до робітничого будинку в Лондоні більше, ніж на одну ніч, і єдиним місцем, яке могло його прийняти, був робітничий будинок Лестерського союзу (де він мав стати постійним мешканцем), але Лестер знаходився за 158 км.
Він звернувся до незнайомців по допомогу, але його мова була нерозбірливою, а зовнішній вигляд лякав. Привернувши увагу натовпу цікавих глядачів, поліцейський допоміг Мерріку потрапити до порожньої зали очікування, де він знесилено сів у кутку. Не маючи змоги висловитися, він показав лише посвідчення особи Фредеріка Тривза.
Поліція зв'язалася з Тривзом, який поїхав на залізничний вокзал і, впізнавши Мерріка, відвезли його в екіпажі до лондонського шпиталю. Мерріка госпіталізували з діагнозом бронхіт, помили, нагодували, а потім поклали спати в маленькій ізоляційній кімнаті на горищі лікарні.

### Лондонська лікарня

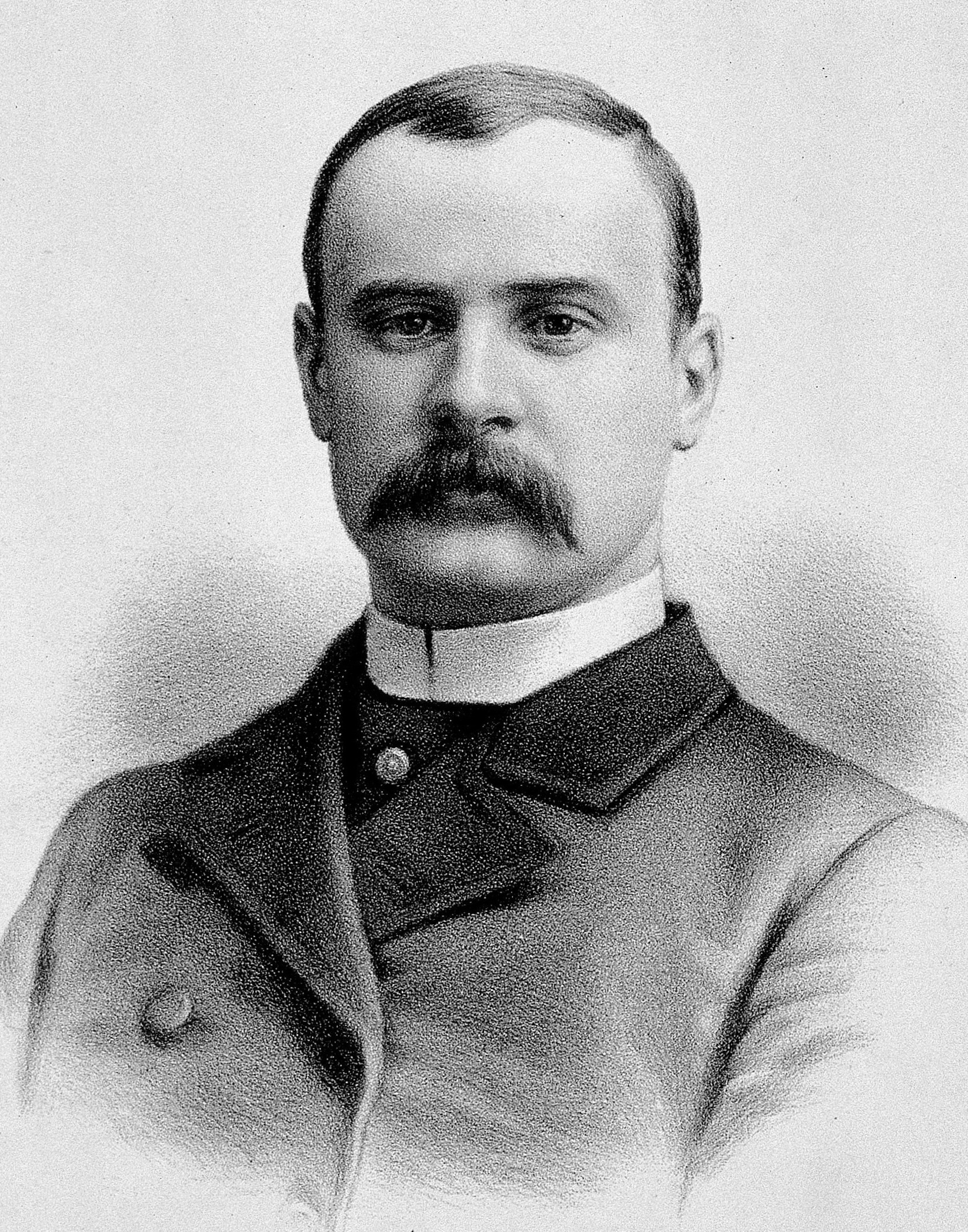
Близький друг Мерріка і лікар Фредерік Тривз у 1884 році.

Після того, як Мерріка поклали в лікарню, у Тривза з'явився час провести ретельніше обстеження. Він виявив, що фізичний стан Мерріка погіршав за попередні два роки і що його деформації значно ускладнили його життя. Тривз також запідозрив, що у Мерріка виникла хвороба серця та йому залишилося жити лише кілька років. Загальний стан здоров'я Мерріка покращився протягом наступних п'яти місяців під наглядом персоналу лікарні. Хоча деякі медсестри спочатку мали певний дискомфорт через його зовнішній вигляд, вони змогли подолати це і піклуватися про нього.
Проблема неприємного запаху Мерріка була пом'якшена завдяки частому купанню, а Тривз поступово почав розуміти його мову. Було зроблено нову серію фотографій. Френсіс Карр Ґомм, голова лікарняного комітету, підтримав Тривза в його рішенні прийняти Мерріка, але вже в листопаді стало зрозуміло, що потрібен план довгострокового догляду. Лондонська лікарня не була ні обладнана, ні укомплектована персоналом для надання допомоги невиліковно хворим, яким явно був Меррік.
Карр Ґомм зв'язався з іншими установами та лікарнями, пристосованішими для догляду за хронічними хворими, але жодна з них не прийняла Мерріка. Ґомм написав листа до газети The Times, надрукованого 4 грудня, в якому описав випадок Мерріка і попросив читачів висловити свої пропозиції. Громадський резонанс — листи і пожертви — був значним, і ситуацію навіть висвітлив Британський медичний журнал. За фінансової підтримки багатьох донорів Ґомм зміг зробити переконливі аргументи на користь того, щоб залишити Мерріка в лікарні. Було вирішено, що йому буде дозволено залишитися там до кінця життя. Його перевели з горища до підвалу, де він зміг зайняти дві кімнати, суміжні з невеликим двориком. Кімнати були пристосовані та обставлені відповідно до потреб Мерріка, зі спеціально сконструйованим ліжком і — за вказівкою Тривза — без дзеркал.
Меррік влаштувався у своєму новому житті в лондонському госпіталі. Тривз відвідував його щодня і проводив з ним кілька годин щонеділі. Тепер, коли Меррік знайшов когось, хто розумів його мову, він із задоволенням вів з лікарем довгі бесіди. Між Тривзом і Мерріком склалися дружні стосунки, хоча Меррік ніколи не довіряв йому повністю. Він розповів Трівзу, що був єдиною дитиною, і у Тривза склалося враження, що його мати, фотографію якої Меррік завжди носив з собою, покинула його ще немовлям. Меррік також неохоче розповідав про свої виставкові дні, хоча висловлював вдячність своїм колишнім менеджерам. Тривзу не знадобилося багато часу, щоб зрозуміти, що, всупереч його первинним враженням, Меррік не був розумово відсталим.

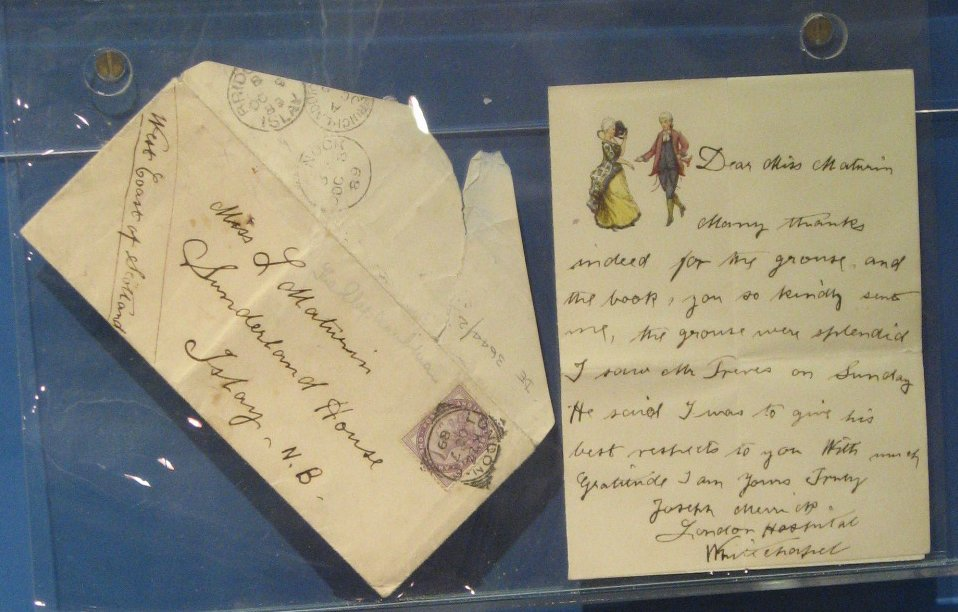
Єдиний збережений лист, написаний Мерріком.

Тривз зауважив, що Меррік був дуже чутливим і легко показував свої емоції. Часом Меррік нудьгував і був самотнім, демонстрував ознаки депресії. Усе своє свідоме життя він провів ізольованим від жінок, спочатку в робітничому будинку, а потім як експонат на виставці. Жінки, яких він зустрічав, відчували або огиду, або були налякані його зовнішністю. Його думка про жінок формувалася зі спогадів про матір і з того, що він читав у книжках. Тривз вирішив, що Меррік хотів би, щоб його познайомили з жінкою, і це допомогло б йому відчути себе нормальним. Лікар домовився, щоб його подруга на ім'я Лейла Матурін, «молода і симпатична вдова», відвідала Мерріка. Вона погодилася і, чесно попередивши про його зовнішній вигляд, пішла до нього в кімнату, щоб познайомити його. Зустріч була короткою, оскільки Мерріка швидко охопили емоції. Пізніше він розповідав Тривзу, що Матурін була першою жінкою, яка посміхнулася йому, і першою, хто потиснула йому руку. Вона підтримувала з ним зв'язок, і лист, написаний Мерріком до неї, в якому він дякує за подаровану книгу і каре тетеруків, є єдиним збереженим листом, написаним Мерріком. Цей перший досвід зустрічі з жінкою, хоч і короткий, вселив у Мерріка нове відчуття впевненості в собі. Протягом свого життя в госпіталі він зустрічав інших жінок, і, здавалося, був захоплений кожною з них. Тривз вірив, що надія Мерріка полягає в тому, що одного дня він житиме в закладі для сліпих, де зможе зустріти жінку, яка не бачитиме його каліцтва.
Меррік хотів дізнатися про «реальний світ» і розпитував Тривза на різні теми. Одного разу він висловив бажання побачити зсередини те, що вважав «справжнім» будинком, і Тривз виконав його бажання, взявши його відвідати свій таунхауз на Вімпол-стріт і познайомити з дружиною. У лікарні Меррік проводив дні за читанням і конструюванням моделей будівель з карток. Він розважав відвідувачів Тривза та його домашніх хірургів. Щодня він прокидався після обіду і виходив зі своєї палати, щоб прогулятися маленьким сусіднім двориком, коли стемніло.

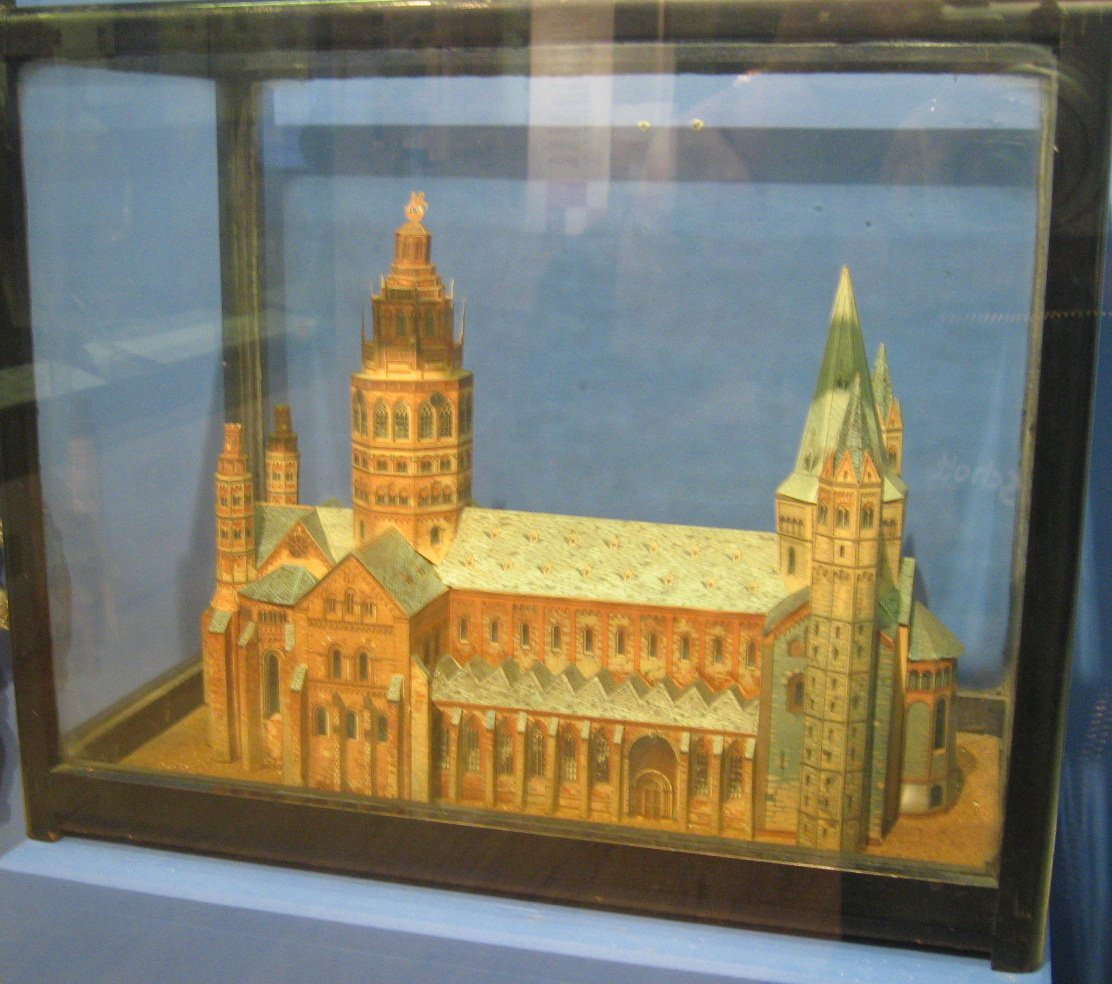
Картковий костел, побудований Мерріком, копія Майнцького собору.

Завдяки листам Карра Ґомма до The Times справа Мерріка привернула увагу лондонського вищого світу. Однією з тих, хто виявив жвавий інтерес, була акторка Медж Кендал. Хоча вона, ймовірно, ніколи не зустрічалася з ним особисто, вона відповідала за збір коштів і громадське співчуття до Мерріка. Вона надіслала йому свої фотографії і найняла майстра з плетіння кошиків, щоб той приходив до нього додому і навчав його ремеслу. Інші представники вищого світу також відвідували його, приносячи в подарунок фотографії та книги. Він відповідав їм листами і подарунками ручної роботи - макетами листівок і кошиками. Мерріку подобалися ці відвідини, і він став достатньо впевненим у собі, щоб розмовляти з людьми, які проходили повз його вікна. Молодий чоловік, Чарльз Тейлор, син інженера, відповідального за переобладнання кімнат Мерріка, проводив з ним час, іноді граючи на скрипці. Іноді Меррік набирався сміливості, щоб покинути своє маленьке житло і досліджувати лікарню. Коли його виявляли, медсестри завжди квапили його повернутися до своєї кімнати, бо боялися, що він може налякати пацієнтів.
21 травня 1887 року в лікарні було завершено будівництво двох нових корпусів, і принц і принцеса Уельські прибули на їхнє офіційне відкриття. Принцеса побажала познайомитися з Людиною-слоном, тож після екскурсії лікарнею королівська особа попрямувала до його палати для знайомства. Принцеса Олександра потиснула руку Мерріку і сіла з ним, що викликало у нього неабияку радість. Вона подарувала йому свою фотографію з автографом, яка стала цінною річчю, і щороку надсилала йому різдвяну листівку.
Принаймні одного разу Меррік зміг здійснити своє давнє бажання відвідати театр. За допомогою Медж Кендал Тривз влаштувала йому відвідування різдвяної пантоміми в Королівському театрі на Друрі-лейн. Меррік сидів з медсестрами, сховавшись у приватній ложі леді Бердетт-Кутс. За словами Тривза, Меррік був «вражений» і «захоплений», а «видовище позбавило його дару мови, так що коли до нього зверталися, він не звертав уваги». Меррік розповідав про пантоміму ще кілька тижнів потому, переживаючи цю історію так, ніби вона була реальною.
Тричі Меррік залишав лікарню, щоб поїхати у відпустку, проводячи по кілька тижнів у сільській місцевості. Завдяки ретельно продуманим заходам, які дозволили йому непомітно сісти на поїзд і мати цілий вагон у своєму розпорядженні, Меррік поїхав до Нортгемптонширу, щоб зупинитися у Фослі-Голі, маєтку леді Найтлі. Він зупинився в котеджі єгеря і проводив дні, гуляючи лісами маєтку, збираючи польові квіти. Він подружився з молодим працівником ферми, який пізніше згадував Мерріка як цікаву і добре освічену людину. Тривз назвав цю поїздку «єдиним найвищим святом у житті [Мерріка]», хоча насправді таких поїздок було три.

### Останні роки життя
Стан Мерріка поступово гіршав протягом чотирьох років перебування в лондонській лікарні. Він потребував великого догляду з боку медперсоналу і більшу частину часу проводив у ліжку або сидячи у своїй палаті. Його деформації обличчя продовжували зростати, а голова ще збільшилася. Він помер 11 квітня 1890 року у віці 27 років. Близько 15:00 домашній хірург Тривза відвідав Мерріка і знайшов його мертвим на ліжку. Його тіло офіційно упізнав його дядько, Чарльз Меррік. 27 квітня було проведено розслідування, яке проводив Вінн Едвін Бакстер, який здобув популярність, проводячи розслідування вбивств у Вайтчепелі в 1888 році.
Смерть Мерріка була визнана нещасним випадком, а офіційною причиною смерті — асфіксія, що виникла під вагою його голови, коли він лежав. Після розтину Тривз визначив, що Меррік помер від вивиху шиї, який, ймовірно, розірвав його хребетні артерії. Знаючи, що Меррік завжди спав сидячи через необхідність, Тривз дійшов висновку, що Меррік, мабуть, «поставив експеримент», намагаючись спати лежачи, «як інші люди».
Меррік не був похований, натомість майже всі частини його тіла були збережені для вивчення, як скелет, так і м'які тканини. Тривз препарував тіло і зняв гіпсові зліпки з голови та кінцівок Мерріка. Він взяв зразки шкіри і змонтував скелет; зразки шкіри пізніше були втрачені під час Другої світової війни, але скелет включений до патологічної колекції Королівської Лондонської лікарні у Вайтчепелі, яка об'єдналася з Медичним коледжем лікарні Святого Варфоломія в 1995 році, щоб сформувати Школу медицини і стоматології в Лондонському університеті Королеви Марії. Змонтований скелет Мерріка не виставлений на загальний огляд.
В університеті є невеликий музей, присвячений життю Джозефа Мерріка, в якому зберігаються деякі його особисті речі та копія скелета, що вперше була виставлена на огляд у 2012 році. Його останки зберігаються у скляній вітрині в окремій кімнаті університету, і їх можуть побачити студенти-медики і фахівці за попереднім записом, «щоб студенти-медики могли побачити і зрозуміти фізичні деформації, спричинені хворобою Джозефа Мерріка». Хоча університет має намір зберігати його скелет у своїй медичній школі, дехто стверджує, що, оскільки Меррік був побожним християнином, він повинен бути похований по-християнськи в його рідному місті Лестері.
5 травня 2019 року автор Джо Віґор-Мунґовін виявив, що м'які тканини Мерріка були поховані на лондонському кладовищі.